# 宝塚市立安倉中学校
宝塚市立安倉中学校（たからづかしりつ あくらちゅうがっこう）は、兵庫県宝塚市安倉中6丁目に所在する公立中学校。

## 沿革
- 1978年（昭和53年）4月1日 - 開校。

## 部活動

### 運動部
- 野球部
- 陸上競技部
- 女子バレーボール部
- バスケットボール部
- ソフトテニス部
- 剣道部
- サッカー部
- 男子卓球部

### 文化部
- 吹奏楽部
- 茶華道部
- 美術部

## 通学区域
- 安倉北1丁目～5丁目、安倉西1丁目～4丁目、安倉中1丁目～6丁目、安倉南1丁目～4丁目、金井町、弥生町、泉町、中筋9丁目(10番、11番を除く)[1]

## 通学区域が隣接している学校
- 宝塚市立長尾中学校
- 宝塚市立宝塚中学校
- 宝塚市立高司中学校
- 伊丹市立天王寺川中学校
- 伊丹市立荒牧中学校